# Unterseeboot UB-127
Pour les autres navires du même nom, voir Unterseeboot 127.
L'Unterseeboot UB-127 est un sous-marin (U-Boot) allemand de type UB III utilisé par la Kaiserliche Marine pendant la Première Guerre mondiale. Il a été mis en service dans la marine impériale allemande le 1er juin 1918. 
L'UB-127 a été perdu en septembre 1918 sur le barrage de mines de la mer du Nord.

## Conception
Comme tous les sous-marins de type UB III, l'UB-127 avait un déplacement de 512 tonnes en surface et de 643 tonnes en immersion. Ses moteurs lui permettaient de naviguer à 13,9 nœuds (25,7 km/h) en surface et à 7,6 nœuds (14,1 km/h) en immersion. Il avait un rayon d'action de 7280 milles marins (13480 km) à sa vitesse de croisière. L'UB-127 transportait 10 torpilles et était armé d’un canon de pont de 10,5 cm SK L/45. L'UB-127 avait un équipage pouvant compter jusqu’à 3 officiers et 31 hommes.

## Historique des services
L'UB-127 a été construit par AG Weser à Brême. Après un peu moins d’un an de construction, il a été lancé à Brême le 27 avril 1918. Il a été mis en service plus tard la même année sous le commandement de l'Oberleutnant zur See Walter Scheffler. 

## Affectations
- Flottille I : du 31 août au 9 septembre 1918

## Commandants
- Oberleutnant zur See Walter Scheffler[5] : du 1er juin au 10 septembre 1918